# رونالد ريا
رونالد ريا (بالإسبانية: Ronald Rea) (29 مارس 1988 بسانتا كروز دي لا سييرا في بوليفيا - ) هو لاعب كرة قدم بوليفي في مركز الوسط. لعب مع أورينتي بيتروليرو.

## وصلات خارجية
- رونالد ريا على موقع إي إس بي إن إف سي (الإنجليزية)
- رونالد ريا على موقع قاعدة بيانات كرة القدم.إي يو (الإنجليزية)
- رونالد ريا على موقع Soccerway.com (الإنجليزية)
- رونالد ريا على موقع AS.com (الإسبانية)